# Das Herz des Piraten (Film)
Das Herz des Piraten ist ein deutscher Kinderfilm der DEFA von Jürgen Brauer aus dem Jahr 1988. Die Literaturverfilmung aus der DDR beruht auf dem gleichnamigen Kinderbuch von Benno Pludra.

## Handlung
Die zehnjährige Jessi lebt mit ihrer Mutter, die auf einer Hühnerfarm arbeitet, in einem Dorf an der Ostsee. Der Vater, ein Zirkusreiter, hat die Familie noch vor Jessis Geburt verlassen, das Verhältnis zur Mutter ist daher umso inniger. Es wird gestört, als Jessi herausfindet, dass ihre Mutter einen neuen Freund hat, den sie sogar heiraten will – Jessi versteht sich mit dem möglichen Ersatzvater nicht und lehnt ihn ab.
Am Strand findet sie einen Stein, der in ihrer Hand zu leuchten beginnt und ihr berichtet, das versteinerte Herz des Piraten William zu sein. Jessi vertraut dem Stein bald alle ihre Sorgen an und der Stein berichtet ihr vom Leben und von den Abenteuern des Piraten, die Jessi in ihrer Phantasie zu realen Geschichten entwickelt. Zunehmend entfernt sie sich dabei von ihrer Mutter und ihren Spielkameraden, die sie auslachen, da nur sie die besonderen Eigenschaften des Steins erkennen kann.
Eines Tages kommt Jessis Vater Jakko in die Stadt und gleicht in seinem Äußeren dem Piraten aus Jessis Fantasie. Sein Zirkus gastiert in der Nachbarstadt und er ist gekommen, um seine einstige Geliebte wiederzusehen. Jessi beginnt, von einer Zukunft als Familie zu träumen, zumal sie zusammen mit dem Vater auf Jakkos Schimmel durch das Dorf reiten darf. Jessis Mutter jedoch rechnet mit dem einstigen Geliebten ab, macht ihm heftige Vorwürfe und stellt damit klar, dass ein gemeinsames Leben keine Option ist. Jakko lädt sie und Jessi zwar zu einer Vorstellung des Zirkus ein, doch ist dies nur ein leeres Versprechen. Jessi wendet sich enttäuscht von ihrem Vater ab. Pirat William signalisiert ihr, dass er sein Herz wiederhaben will und Jessi wirft den Stein gemeinsam mit einem Amulett, das der Vater ihr geben ließ, ins Wasser.

## Produktion

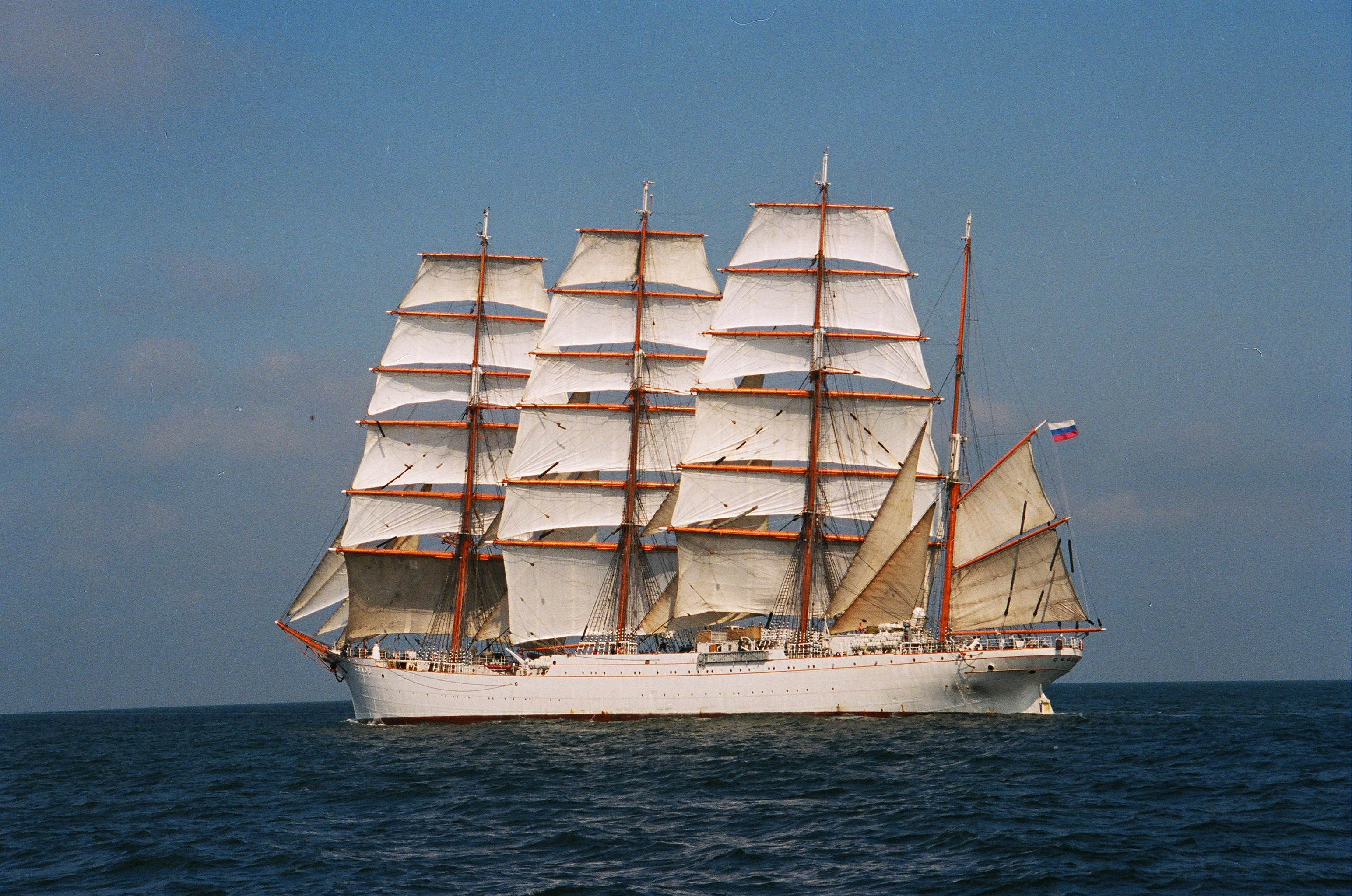
Die Sedow, im Film das Piratenschiff

Das Herz des Piraten war nach Gritta von Rattenzuhausbeiuns der zweite Kinderfilm, bei dem Kameramann Jürgen Brauer Regie führte. Das Herz des Piraten wurde am Schwarzen Meer und an der Ostsee gedreht. Drehorte waren unter anderem Fischland-Darß-Zingst und Seedorf auf Rügen. Als Piratenschiff diente der traditionelle Windjammer Sedov.
Der Film erlebte am 25. März 1988 im Rahmen der 26. Tage der Kinder- und Jugendliteratur im Magdeburger Theater des Friedens seine Premiere. Am 8. April 1988 kam er in die Kinos der DDR.

## Kritik
Die zeitgenössische Kritik der DDR lobte den Film. Er habe „eine besondere Atmosphäre, einen glücklichen Rhythmus im Wechsel zwischen Realität und Traum, einen unaufdringlichen, eher behutsamen Grundgestus“. Es sei „bewundernswert, wie feinfühlig der Regisseur seine Schauspieler führt“.
Der film-dienst nannte Das Herz des Piraten „eine mit fantastischen Elementen angereicherte, sensibel inszenierte und gespielte Alltagsgeschichte, die die Sorgen und Gefühle der Hauptfigur mit Poesie und Humor schildert und auch Erwachsenen Hinweise zum Verständnis von Kindern gibt.“
Andere Kritiker schrieben: „Die Geschichte wird in schönen Bildern, in teilweise sehr dichten und stimmungsvollen Szenen erzählt, die hervorragend dem poetischen Charakter der Literaturvorlage entsprechen.“ Der Film sei „ein Plädoyer für Toleranz im Umgang miteinander, bezogen auf Vertreter jeglichen Alters.“

## Auszeichnungen
Das Herz des Piraten erhielt das staatliche Prädikat „wertvoll“. Auf dem Kinderfilmfestival Goldener Spatz gewann der Film 1989 den Preis in der Kategorie Spielfilm/Fernsehfilm; Johanna Schall erhielt für ihre Darstellung der Mutter ein Ehrendiplom. Ebenfalls 1989 wurde Das Herz des Piraten mit dem Kritikerpreis Die große Klappe als bester Kinderfilm für Kino und Fernsehen 1988 geehrt.